# Schatten-Division
Mittels Schatten-Divisionen wurden im Zweiten Weltkrieg dezimierte Infanterie-Divisionen wieder verstärkt.
Diese Divisionen wurden oft „im Schatten“ einer Division ausgebildet und verfügten nur über eine unvollständige Ausstattung. Die Benennung erfolgte in der Regel nach den Truppenübungsplätzen, auf denen sie aufgestellt wurden.
Sobald die Schatten-Division zur Auffrischung herangezogen werden musste, übernahm diese die Bezeichnung der wiederaufgestellten Infanterie-Division.
Einige dieser Schatten-Divisionen wurden in den Aufstellungswellen des Zweiten Weltkriegs aufgestellt.